# Classique du Mur de Grammont 2024
La 2e édition de la Classique du Mur de Grammont (en néerlandais : Muur Classic Geraardsbergen 2024) est une course cycliste masculine disputée le 28 août 2024 autour de Grammont, au sud de la province de Flandre-Orientale, en Belgique. Elle fait partie du calendrier UCI Europe Tour 2024 en catégorie 1.1.

## Parcours
Le parcours emprunte un circuit de 30 kilomètres à accomplir six fois soit une distance totale de 180 kilomètres. Dès le départ, le circuit grimpe d'emblée le Mur de Grammont puis comprend plusieurs côtes : le Parikeberg, Plankkouter et le Denderoordberg et rejoint Grammont où l'arrivée est jugée sur Vesten qui constitue les premières pentes du Mur de Grammont.

## Équipes participantes
| WorldTeams (2)- Intermarché-Wanty - Arkéa-B&B Hotels ProTeams (6)- Lotto Dstny - Team Flanders-Baloise - Uno-X Mobility - Q36.5 Pro Cycling Team - TotalEnergies - Bingoal WB Équipes continentales (13)- Israel Premier Tech Academy - Alpecin-Deceuninck Development Team - Lidl-Trek Future Racing - Team Visma \| Lease a Bike Development - Decathlon AG2R La Mondiale Development Team - Hagens Berman Jayco - BEAT Cycling - Metec-Solarwatt p/b Mantel - Parkhotel Valkenburg - Rembe Pro Cycling Team Sauerland - Team Storck-Metropol Cycling - Volkerwessels Cycling Team - Diftar Continental Cycling Team Équipe de cyclo-cross- Pauwels Sauzen-Bingoal |
| |

## Classements

### Classement final
| \| Classement général \| Classement général \| Classement général \| Classement général \| Classement général \| \| Coureur \| Coureur \| Pays \| Équipe \| Temps \| \| ------------------ \| ------------------ \| ------------------ \| ------------------------------- \| ------------------ \| \| 1er \| Jenno Berckmoes \| Belgique \| Lotto Dstny \| 4 h 04 min 32 s \| \| 2e \| Tobias Johannessen \| Norvège \| Uno-X Mobility \| + 2 s \| \| 3e \| Fabio Christen \| Suisse \| Q36.5 Pro Cycling Team \| + 2 s \| \| 4e \| Rick Ottema \| Pays-Bas \| Diftar Continental Cycling Team \| + 15 s \| \| 5e \| Lionel Taminiaux \| Belgique \| Lotto Dstny \| + 25 s \| \| 6e \| Mark Donovan \| Royaume-Uni \| Q36.5 Pro Cycling Team \| + 28 s \| \| 7e \| Tom Van Asbroeck \| Belgique \| Israel-Premier Tech \| + 29 s \| \| 8e \| Milan Menten \| Belgique \| Lotto Dstny \| + 29 s \| \| 9e \| Jenthe Biermans \| Belgique \| Arkéa-B&B Hotels \| + 29 s \| \| 10e \| Jelte Krijnsen \| Pays-Bas \| Q36.5 Pro Cycling Team \| + 32 s \| |                    |             |                                 |                 |
| |                    |             |                                 |                 |
| Source : ProCyclingStats |                    |             |                                 |                 |
| Classement général |                    |             |                                 |                 |
| Coureur | Coureur            | Pays        | Équipe                          | Temps           |
| 1er | Jenno Berckmoes    | Belgique    | Lotto Dstny                     | 4 h 04 min 32 s |
| 2e | Tobias Johannessen | Norvège     | Uno-X Mobility                  | + 2 s           |
| 3e | Fabio Christen     | Suisse      | Q36.5 Pro Cycling Team          | + 2 s           |
| 4e | Rick Ottema        | Pays-Bas    | Diftar Continental Cycling Team | + 15 s          |
| 5e | Lionel Taminiaux   | Belgique    | Lotto Dstny                     | + 25 s          |
| 6e | Mark Donovan       | Royaume-Uni | Q36.5 Pro Cycling Team          | + 28 s          |
| 7e | Tom Van Asbroeck   | Belgique    | Israel-Premier Tech             | + 29 s          |
| 8e | Milan Menten       | Belgique    | Lotto Dstny                     | + 29 s          |
| 9e | Jenthe Biermans    | Belgique    | Arkéa-B&B Hotels                | + 29 s          |
| 10e | Jelte Krijnsen     | Pays-Bas    | Q36.5 Pro Cycling Team          | + 32 s          |

### Classements UCI
La course attribue des points au classement mondial UCI 2024 selon le barème suivant :
| Position           | 1er | 2e | 3e | 4e | 5e | 6e | 7e | 8e | 9e | 10e | 11e | 12e | 13e à 15e | 16e à 25e |
| Classement général | 125 | 85 | 70 | 60 | 50 | 40 | 35 | 30 | 25 | 20  | 15  | 10  | 5         | 3         |